# El Sardinero
Estadio El Sardinero (eller bare El Sardinero) er et fodboldstadion i Santander i den spanske provins Kantabrien, der er hjemmebane for La Liga-klubben Racing Santander. Stadionet har plads til 22.271 tilskuere, og blev indviet i 1988.